# Prionyx insignis
Prionyx insignis là một loài côn trùng cánh màng trong họ Sphecidae, thuộc chi Prionyx. Loài này được Kohl miêu tả khoa học đầu tiên năm 1885.